# Manifiesto al mundo
El Manifiesto al mundo o sean apuntes para la historia o simplemente Manifiesto desde Liorna es un documento escrito por Agustín de Iturbide (1793-1824), en su exilio en Europa, y dado a conocer el 13 de octubre de 1823 después de haber abdicado en marzo de ese año como el emperador de México, en el cual plasmó la visión que tenía acerca de sí mismo y de sus deberes en la política de su país. Fue encontrado por accidente entre su camisa y faja después de sufrir la pena de muerte a la que fue condenado por traición y ser declarado fuera de ley el 19 de julio de 1824 en Nuevo Santander, en el ahora estado de Tamaulipas en México. Las manchas son de la sangre del fusilado.
Él decía: 

"En Filadelfia, en la Habana y en algunos periódicos de Europa se ha hablado de mi pintándome con los más negros colores; cruel, ambicioso, interesado con los rasgos más marcados."

Acerca de su visión: 

"Sólo cabe en la cabeza de un visionario, cuantas razones se podrían exponer contra la soñada república de los mexicanos, y que poco alcanzan los que comparan á lo que se llamó Nueva España, con los Estados Unidos de América."

## El entorno
Cinco días antes de su fusilamiento, el exemperador llegó al puerto de Soto la Marina, Tamaulipas, proveniente de Europa tras un exilio de poco más de un año. Ignoraba que se había decretado que sería fusilado si osaba pisar tierras mexicanas.
Su objetivo al regresar al país era ofrecer sus servicios a las autoridades mexicanas ante el peligro de una invasión española. A un año escaso de la restauración del absolutismo, el rey Fernando VII hacía planes para reconquistar México y buscaba que fuera Félix Calleja quien los llevara a cabo. Es posible, aunque no hay evidencia histórica, que el ex virrey y antiguo militar hiciera contacto con Iturbide, quien había luchado a sus órdenes contra José María Morelos durante la guerra de independencia. 
Iturbide, su esposa Ana María Huarte, embarazada, sus dos hijos menores, un sobrino y el teniente polaco Beneski llegaron a bordo del bergantín inglés Spring el 14 de julio de 1824. El comandante militar de la región Felipe de la Garza lo custodió, le informó que, de acuerdo con un decreto del Congreso, sería inmediatamente pasado por las armas. Iturbide pidió ser trasladado a Padilla, para dialogar con los legisladores del Congreso de Tamaulipas. Sin embargo, ellos se negaron a escucharlo y lo encarcelaron.
Mientras aguardaba su fusilamiento, Iturbide redactó diversas cartas. Le escribió una despedida a su esposa e hijos y a los legisladores tratando de conocer de qué se le acusaba:

“Mi muerte es ya inevitable, y sería en vano ya manifestar las sanas intenciones que me condujeron a prestar mis pequeños servicios. Nunca he sido traidor. Con asombro he sabido que vuestra soberanía me ha proscrito y declarado fuera de la ley circulando el decreto para los efectos consiguientes. Tal resolución me hace recorrer cuidadosamente mi conducta. No encuentro, señores, cuál o cuáles son los crímenes por los que el soberano Congreso me ha condenado.”

A las tres de la tarde del 19 de julio se leyó la sentencia condenatoria aprobada por la mayoría y que establecía:

“Reunidos los S.S. diputados en el salón de sesiones, para dar cumplidamente de lleno, al espíritu de la ley de proscripción contra el ex-emperador Don Agustín de Iturbide, por traidor a su patria, se decreta, sin comisión, la pena de muerte. Que se haga efectiva esta suprema ley, dentro de tres horas. Padilla en la Plaza Principal. Dios y Constitución”.

Minutos antes de las 18:00 horas, Iturbide fue conducido a la plaza principal de Padilla y, al llegar al sitio de la ejecución, entregó al sacerdote que lo acompañaba el reloj y el rosario que portaba y luego repartió unas monedas de oro entre los soldados que iban a fusilarlo. Después se dirigió a las personas que se habían congregado en la plaza y les recomendó mantenerse unidos como mexicanos, amar a la patria, seguir los lineamientos de la religión católica y obedecer los mandatos de las autoridades. Antes de morir exclamóː

"¡Mexicanos!, en el acto mismo de mi muerte, os recomiendo el amor a la patria y observancia de nuestra santa religión; ella es quien os ha de conducir a la gloria. Muero por haber venido a ayudaros, y muero gustoso, porque muero entre vosotros: muero con honor, no como traidor: no quedará a mis hijos y su posteridad esta mancha: no soy traidor, no.”

Agustín de Iturbide fue sepultado por los pobladores de Padilla en la iglesia de la localidad y 14 años después, en 1838, el entonces presidente Anastasio Bustamante mandó trasladar sus restos al altar de San Felipe de Jesús en la Catedral Metropolitana de la Ciudad de México, donde hasta ahora permanecen.